# Sass & Bide
Sass & Bide (stylisé sass & bide) est une marque de mode féminine australienne créée en 1999. La marque est connue pour être portée par l'actrice de Sex And The City, Sarah Jessica Parker et, plus récemment, par Madonna, Rihanna, Kate Moss, Beyoncé, Nicole Richie et Mila Kunis. 

## Histoire
La marque est fondée à la fin des années 1990 par Heidi Middleton et Sarah-Jane Clarke (en) lorsqu'elles ont commencé à vendre des jeans sur un stand du Portobello Road Market à Londres. Motivées par leur passion des vêtements et des marchés vintage, Clarke et Middleton affirment qu'elles ont commencé à modifier les jeans achetés dans les magasins de détail et à les couper pour correspondre à leurs propres goûts en matière de mode.  